# Denys Molchanov
Denys Molchanov (Chisinau, 16 de maio de 1987) é um tenista profissional ucraniano.

## Carreira
Denys Molchanov na Rio 2016 representou sua nação na competição em duplas.